# Pierre d'Aragon (1398-1400)
Pierre d'Aragon ou Pierre de Sicile, né à Catania (royaume de Sicile) le 17 novembre 1398 et mort dans cette ville le 8 novembre 1400, membre de la maison de Barcelone, était l'héritier présomptif du trône de Sicile.

## Biographie
Pierre d'Aragon nait le 17 novembre 1398 au château d'Ursino à Catane, après une longue et difficile naissance, de Marie Ire et de Martin Ier de Sicile. Son nom de naissance est Frédéric selon les traditions siciliennes, mais, selon les coutumes aragonaises, il est baptisé du prénom Pierre le 29 avril 1399 lors d'une cérémonie grandiose en son lieu de naissance, le château d'Ursino.
Peu de temps avant son deuxième anniversaire, il meurt dans un accident, le 16 août ou le 8 novembre 1400 à Catane, d'un coup de lance dans la tête lors d'un tournoi. Sa mort plonge sa mère dans une mélancolie profonde, et elle meurt de la peste l'année suivante à Lentini.
Pierre d'Aragon est enterré en la cathédrale Sainte-Agathe, à Catane, à côté de ses grands-parents, Frederick III le Simple et Constance d'Aragon. Sa mère, la reine Maria, y est également inhumée l'année suivante.
Pierre d'Aragon était le seul fils et héritier de la reine Maria et du roi Martin Ier de Sicile.